# Aurelio Baruzzi
Aurelio Baruzzi (Lugo, 9 gennaio 1897 – Roma, 4 marzo 1985) è stato un militare italiano, decorato con la medaglia d'oro al valor militare.

## Biografia
Figlio di Giovanni e di Pia Cortesi, si diplomò ragioniere all’Istituto tecnico di Ravenna, trovando subito impiego in una banca locale.
Nel febbraio 1915 si arruolò volontario nel Regio esercito come allievo sergente del 41º Reggimento fanteria, col quale entrò nella prima guerra mondiale il seguente 24 maggio. Nel dicembre di quell'anno fu nominato sottotenente di complemento e assegnato al 28º Reggimento fanteria. Pochi giorni dopo, il 22 dicembre, ricevette una prima medaglia di bronzo al valor militare per il suo comportamento durante la Seconda battaglia dell'Isonzo, nei combattimenti sui monti Sabotino e Podgora.
Nel corso della Sesta battaglia dell'Isonzo si rese protagonista di atti di valore: durante tale offensiva, precedendo l'attacco del suo reggimento, il 6 agosto si lanciò all'assalto di una postazione d'artiglieria austriaca, alla testa di un piccolo reparto, riuscendo a neutralizzarla e a catturare quattro lanciabombe e i militari addetti al tiro.
L'indomani l'avanzata del suo reggimento verso Gorizia era bloccata da una forte postazione nemica dotata di mitragliatrici, insediata in un sottopassaggio ferroviario della linea Lucinico-Gorizia e inattaccabile dall'artiglieria, lasciata a proteggere l'arretramento delle linee austriache. Ripetuti tentativi di attacco frontale erano falliti, con pesanti perdite umane per la fanteria italiana.
Baruzzi, forte del prestigio derivante dall'azione del giorno precedente, propose ai suoi superiori di lasciargli guidare un nuovo assalto con una ventina di bombardieri a mano. L'idea era di riuscire a posizionarsi ai lati della galleria e trovarsi a distanza utile per lanciare all'interno delle bombe a mano incendiarie e fumogene di "tipo Thévenot", in modo da consentire ai fanti di raggiungere l'obbiettivo con il minor numero di perdite possibile. Ritenendo l'azione pressoché inattuabile, gli vennero concessi solo quattro uomini. A quel punto, sentiti i quattro volontari, Baruzzi decise di tentare ugualmente.
All'alba dell'8 agosto i cinque militari italiani lasciarono la trincea e, non visti, riuscirono a portarsi all'imbocco della galleria, presidiata dagli ignari militari austriaci. Sul momento, Baruzzi decise di cambiare completamente strategia e di prenderli prigionieri: riuscì a convincerli di essere alla testa di un intero battaglione attestato d'intorno e pronto all'assalto. Loro tramite, offrì la facoltà di resa al reparto austriaco, garantendo salva la vita ai suoi membri. Dopo una breve trattativa le condizioni vennero accettate e fu così che Baruzzi e i suoi quattro bombardieri a mano incanalarono verso le linee italiane la colonna di prigionieri austriaci, composta da più di duecento fanti e dai loro ufficiali, sotto gli sguardi increduli dei commilitoni. L'azione comportò la cattura di ingenti scorte di materiale bellico, oltre ad aprire la via di Gorizia.
Assicurati i prigionieri alla custodia italiana, Baruzzi e i suoi bombardieri a mano non si attardarono e si diressero verso Gorizia che raggiunsero in giornata, guadando l'Isonzo. Arrivati in città, appena sgomberata dalle truppe austriache e semidistrutta dai bombardamenti, ne presero formalmente possesso, innalzando la bandiera italiana sul pennone della stazione ferroviaria.
Il forte valore simbolico dell'atto e le eclatanti imprese dei giorni precedenti valsero a Baruzzi la medaglia d'oro al valor militare, assegnata il 4 settembre 1916, motu proprio, dal re Vittorio Emanuele III. Per l'occasione venne organizzata una cerimonia in grande stile e la decorazione gli fu consegnata personalmente sul campo dal Duca d'Aosta, davanti alle rappresentanze schierate di tutti i Reggimenti della 3ª Armata, mentre alcuni aerei sorvolavano la spianata lanciando fiori.
Nell'ottobre successivo Baruzzi venne promosso tenente e inserito nei ruoli del servizio permanente per merito di guerra. Nel 1917 entrò nei Reparti d'assalto del Reggimento, partecipando a varie azioni, e nell'ottobre di quell'anno venne promosso capitano.
Durante la Battaglia del Solstizio, il 19 giugno 1918 il suo battaglione di Arditi venne inviato a sostenere l'azione della Brigata "Perugia". Il reparto comandato da Baruzzi si spinse molto in profondità oltre le linee nemiche e nei pressi di Meolo venne accerchiato dagli austriaci e neutralizzato dopo un'accanita resistenza.
La notizia della presunta morte di Baruzzi sollevò una grande impressione sia tra i commilitoni, sia nell'opinione pubblica per la quale l'impavido tenente era ormai diventato una figura romanzesca e di significativo impatto. Nel bollettino di guerra del 30 giugno le autorità militari precisarono che, nonostante le ricerche sui luoghi dello scontro, il cadavere di Baruzzi non era stato ritrovato e che era possibile fosse ferito e prigioniero. Tale comunicato, forse emesso per dare una speranza e alleviare lo sconforto, si rivelò invece vero.
Era la seconda volta che veniva preso prigioniero e nella prima occasione era riuscito a fuggire dopo poche ore. Questa volta gli austriaci erano ben decisi a non lasciarselo scappare e lo trasferirono prima a Lubiana e poi in un campo di prigionia in Austria. Da Lubiana il 26 giugno, ebbe la possibilità di inviare un messaggio alla famiglia: «Sono illeso. Saluti. Baruzzi». Giunta a Lugo il 7 luglio, la notizia rimbalzò su tutti i quotidiani.
Frattanto nel campo di prigionia Baruzzi stava "prendendo le misure" ai suoi carcerieri e trovò ben presto il sistema di fuggire. Dopo aver attraversato le Alpi a piedi, verso la fine di luglio comparve alle sentinelle degli avamposti italiani in ottima salute, armato e in compagnia di una pattuglia di fanti ungheresi che aveva incontrati nel tragitto e fatti prigionieri.
Restò in servizio nell'esercito dopo la conclusione del conflitto, raggiungendo il grado di generale, e descrisse in due libri gli eventi bellici a cui aveva preso parte.

## Curiosità
- Il sottopassaggio ferroviario preso da Baruzzi oggi porta il suo nome;[1][2] situato non lontano da Piedimonte del Calvario e da Lucinico, è presente nella mappa Gorizia del videogioco Isonzo.
- La vicenda dell'assalto al sottopassaggio ferroviario venne minuziosamente ricostruita sul Corriere dei Piccoli n. 12 del 22 marzo 1970, nella serie a fumetti "Le grandi avventure di pace e di guerra", disegnata da Sergio Toppi e sceneggiata da Mino Milani, con lo pseudonimo di Eugenio Ventura.

## Opere
- Aurelio Baruzzi, Quel giorno a Gorizia. vol. 1 - Dall'inizio della guerra alla battaglia di Gorizia, Gaspari, 1999, ISBN 88-86338-32-5.
- Aurelio Baruzzi, Quel giorno a Gorizia vol. 2 -  Sull'Altipiano di Asiago, sul Piave, la prigionia e la fuga, Gaspari, 2002, ISBN 88-86338-97-X.